# Carton de Wiart
Carton de Wiart is een Belgische notabele en adellijke familie.

## Genealogie
- Alexandre Carton de Wiart (1781-1851), x Isabelle van den Elsken (1797-1878)
  - Adrien Carton de Wiart (1816-1877), x Zoé Ryan (1838-1887)
    - Léon Carton de Wiart (zie hierna)

  - Hassan Carton de Wiart (1821-1889), Belgisch consul in Nederlands-Indië, x Elisa Morel
    - Albert Carton de Wiart (zie hierna)

  - Constant Carton de Wiart (1825-1895)
    - René Constant de Wiart (zie hierna)
    - Henri Carton de Wiart (zie hierna)
    - Edmond Carton de Wiart (zie hierna)

## Léon Carton de Wiart
- Léon Constant Ghislain Carton de Wiart (Brussel, 19 mei 1854 - Caïro, 9 juni 1915), doctor in de rechten, stafhouder van de Orde van advocaten in Caïro, juridisch adviseur van de Egyptische regering, werd in 1904 erkend in de Belgische erfelijke adel. Hij trouwde in 1879 in Brussel met Ernestine Wenzig (°1860) en hertrouwde in Caïro in 1888 met Mary James (°1861). Met een zoon uit het eerste huwelijk en vier kinderen uit het tweede, die ongehuwd bleven.
  - Adrian Carton de Wiart (1880-1963) nam de Britse nationaliteit aan en werd luitenant-generaal in het Britse leger. Hij was vleugeladjudant van koning Georges V, hoofd van de Britse missie in Polen (1919), commandant van het Britse korps in Noorwegen (1940), hoofd van de militaire zending in Joegoslavië (1941) en vertegenwoordiger van de Britse eerste minister in China (1943). Hij trouwde in Wenen in 1908 met gravin Frédérique Fugger von Babenhausen (1887-1949) en hertrouwde in 1951 in Tiverton met Joan McKechnie (1903-2006). Hij had twee dochters uit het eerste huwelijk.

## Albert Carton de Wiart
- Albert Joseph Carton de Wiart (Luik, 21 april 1870 - Ukkel, 13 september 1938), doctor in de rechten, consul van Spanje in Brussel, trouwde in Brussel in 1897 met Lucienne Brifaut (1874-1958). Ze kregen negen kinderen. Hij werd in 1904 erkend in de Belgische erfelijke adel.
  - Etienne Carton de Wiart (1898-1948), bisschop van Doornik.
  - Jean Carton de Wiart (1904-1964), mijningenieur, trouwde in Luik in 1936 met Suzanne de Welz (1912-2002). Ze kregen zeven kinderen, met afstammelingen tot heden.
  - Vincent Carton de Wiart (1907-1966), trouwde in 1938 in Assebroek met Yvonne de Schietere de Lophem (1911-2001). Met afstammelingen tot heden.
  - François Carton de Wiart (1908-1976), kolonel bij de cavalerie, vleugeladjudant van de koning, trouwde in 1935 in Watermaal-Bosvoorde met Françoise de Meeùs (1910-2004). Met afstammelingen tot heden. In 1971 ontving hij de titel baron, overdraagbaar bij mannelijke eerstgeboorte.
  - Pierre Carton de Wiart (1913-1991) trouwde in 1938 in Leopol (Polen) met gravin Rosa Sierakowska (1915-1949) en hertrouwde in 1956 in Montgaillard met Renée Lauret (1919- ). In mei 1943 trad ze in Londen toe tot de Forces Françaises Libres. Uit het eerste huwelijk sproten zeven kinderen, met afstammelingen tot heden.

## René Carton de Wiart
René Léon Ghislain Carton de Wiart (Brussel, 23 november 1867 - verdronken in de rede van Napels, 17 oktober 1906) werd in 1904 erkend in de Belgische erfelijke adel. Hij trouwde in 1902 in Elsene met Gabrielle Quirini (1874-1943). Het echtpaar bleef kinderloos.

## Henri Carton de Wiart
Henri Carton de Wiart (Brussel, 31 januari 1869 - Ukkel, 6 mei 1951) werd in 1904 erkend in de erfelijke adel. Hij kreeg in 1922 de titel graaf, overdraagbaar bij mannelijke eerstgeboorte. Met afstammelingen tot heden.

## Edmond Carton de Wiart
Edmond Constant Marie Ghislain Carton de Wiart (Brussel, 4 januari 1876 - Sint-Lambrechts-Woluwe, 3 december 1959) werd in 1904 erkend in de erfelijke Belgische adel. In 1911 kreeg hij de titel ridder, in 1922 de titel baron en in 1954 de titel graaf.